# Edgar Santana
Pour les articles homonymes, voir Santana.
Edgar Santana Familia (né le 16 octobre 1991 à Puerto Plata, République dominicaine) est un lanceur de relève droitier de la Ligue majeure de baseball.

## Carrière
Edgar Santana signe son premier contrat professionnel le 12 octobre 2013 avec les Pirates de Pittsburgh. Santana est alors âgé de 22 ans, alors que la plupart des joueurs de République dominicaine sont mis sous contrat à l'âge de 16 ou 17 ans par des équipes du baseball majeur. Santana commence à jouer au baseball à l'âge de 19 ans, à la suggestion d'un cousin.
Il fait ses débuts dans le baseball majeur à l'âge de 25 ans avec Pittsburgh le 10 juin 2017 dans un match face aux Marlins de Miami.